# Aire d'attraction de Decize
L'aire d'attraction de Decize est un zonage d'étude défini par l'Insee pour caractériser l’influence de la commune de Decize sur les communes environnantes. Publiée en octobre 2020, elle se substitue à l'aire urbaine de Decize, qui comportait 2 communes dans le zonage de 2010.

### Carte

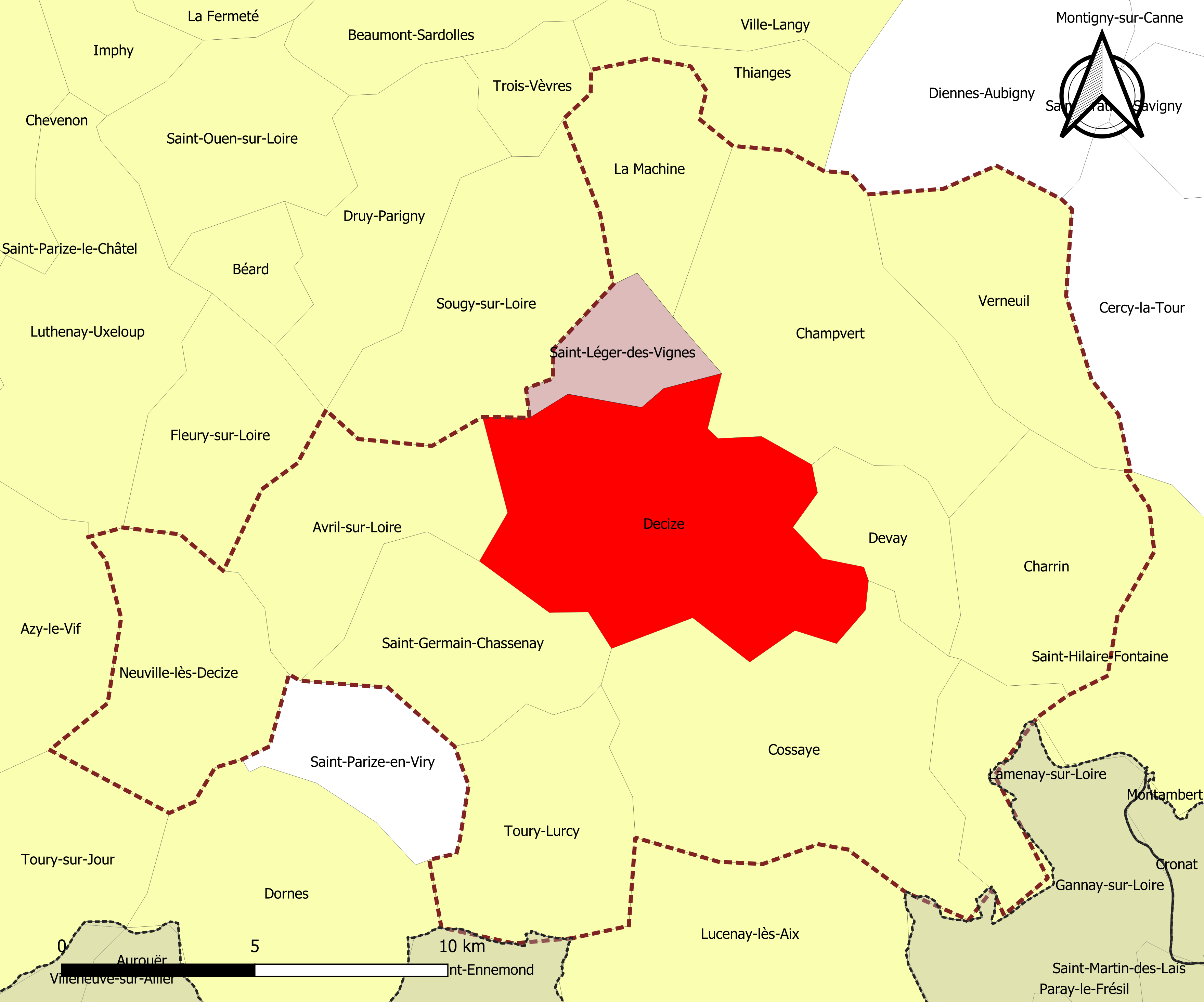
Carte de l'aire d'attraction de Decize.
Commune-centre
Commune du pôle principal
Commune de la couronne

## Définition
L'aire d'attraction d'une ville est composée d’un pôle, défini à partir de critères de population et d’emploi ainsi que d’une couronne constituée des communes dont au moins 15 % des actifs travaillent dans le pôle. Le pôle d’attraction constitue ainsi un point de convergence des déplacements domicile-travail,.

## Géographie
L’aire d'attraction de Decize est une aire intra-départementale qui comporte 13 communes dans la Nièvre. 

### Composition communale
| Nom                     | Code Insee | Département | Statut                    | Superficie (km2) | Population (dernière pop. légale) | Densité (hab./km2) | Modifier                                    |
| ----------------------- | ---------- | ----------- | ------------------------- | ---------------- | --------------------------------- | ------------------ | ------------------------------------------- |
| Decize (commune-centre) | 58095      | Nièvre      | commune-centre            | 48,22            | 5 025 (2022)                      | 104                | modifier les données · modifier les données |
| Saint-Léger-des-Vignes  | 58250      | Nièvre      | commune du pôle principal | 9,18             | 1 669 (2022)                      | 182                | modifier les données · modifier les données |
| Avril-sur-Loire         | 58020      | Nièvre      | commune de la couronne    | 24,86            | 247 (2022)                        | 9,9                | modifier les données · modifier les données |
| Champvert               | 58055      | Nièvre      | commune de la couronne    | 46,12            | 744 (2022)                        | 16                 | modifier les données · modifier les données |
| Charrin                 | 58060      | Nièvre      | commune de la couronne    | 26,30            | 606 (2022)                        | 23                 | modifier les données · modifier les données |
| Cossaye                 | 58087      | Nièvre      | commune de la couronne    | 51,17            | 657 (2022)                        | 13                 | modifier les données · modifier les données |
| Devay                   | 58096      | Nièvre      | commune de la couronne    | 12,08            | 472 (2022)                        | 39                 | modifier les données · modifier les données |
| Lamenay-sur-Loire       | 58137      | Nièvre      | commune de la couronne    | 11,53            | 68 (2022)                         | 5,9                | modifier les données · modifier les données |
| La Machine              | 58151      | Nièvre      | commune de la couronne    | 17,95            | 3 213 (2022)                      | 179                | modifier les données · modifier les données |
| Neuville-lès-Decize     | 58192      | Nièvre      | commune de la couronne    | 26,74            | 211 (2022)                        | 7,9                | modifier les données · modifier les données |
| Saint-Germain-Chassenay | 58241      | Nièvre      | commune de la couronne    | 24,03            | 309 (2022)                        | 13                 | modifier les données · modifier les données |
| Toury-Lurcy             | 58293      | Nièvre      | commune de la couronne    | 25,54            | 406 (2022)                        | 16                 | modifier les données · modifier les données |
| Verneuil                | 58306      | Nièvre      | commune de la couronne    | 26,86            | 276 (2022)                        | 10                 | modifier les données · modifier les données |

## Démographie
Cette aire est catégorisée dans les aires de moins de 50 000 habitants, une catégorie qui regroupe 12,2 % de la population au niveau national.